# Gagnac-sur-Garonne
Gagnac-sur-Garonne är en kommun i departementet Haute-Garonne i regionen Occitanien i södra Frankrike. Kommunen ligger i kantonen Toulouse 14e Canton som tillhör arrondissementet Toulouse. År 2022 hade Gagnac-sur-Garonne 3 223 invånare.

## Befolkningsutveckling
Antalet invånare i kommunen Gagnac-sur-Garonne

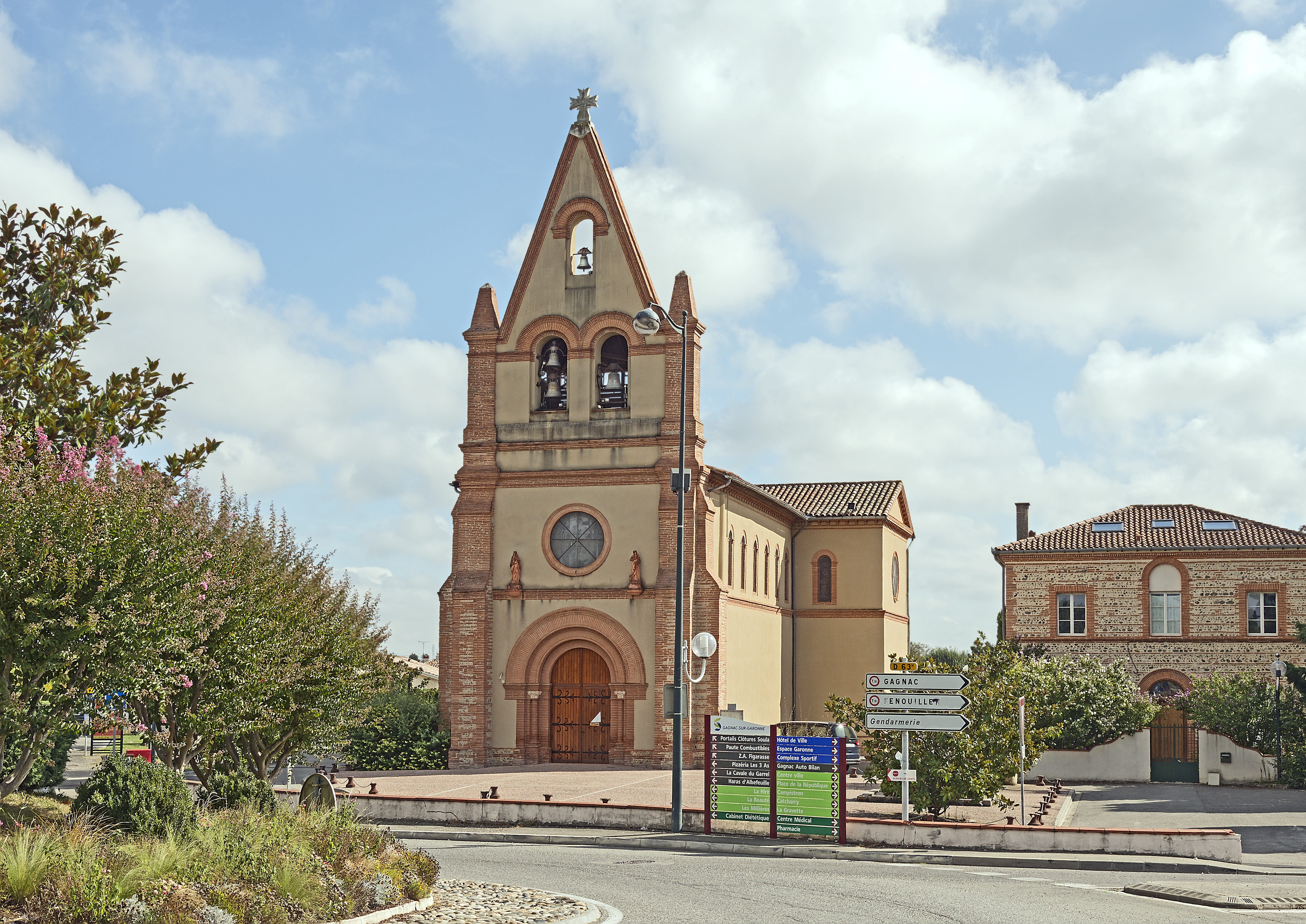
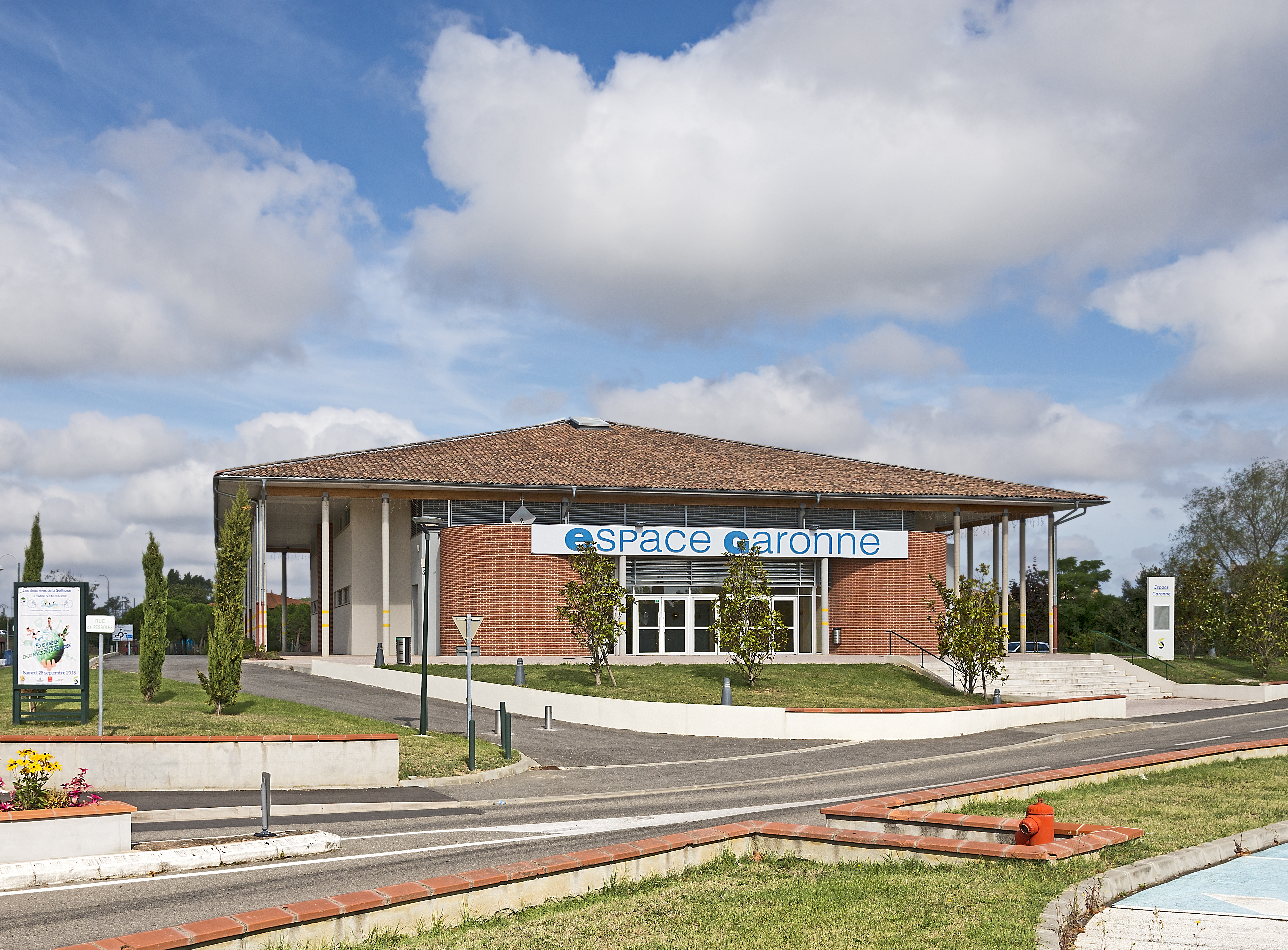

Referens:INSEE